# Kto pridumal koleso?
Kto pridumal koleso? (Кто придумал колесо?) è un film del 1966 diretto da Vladimir Markovič Šredel'.